# Unité urbaine de Lauzerville
L'unité urbaine de Lauzerville est une unité urbaine française centrée sur la ville de Lauzerville, département de la Haute-Garonne.

## Données globales
En 2020, selon l'Insee, l'unité urbaine de Lauzerville est composée de deux communes, toutes situées dans l'arrondissement de Toulouse, subdivision administrative du département de la Haute-Garonne.
L'unité urbaine de Lauzerville appartient à l'aire d'attraction de Toulouse.

## Délimitation de l'unité urbaine de 2020
En 2020, l'Insee a procédé à une révision des délimitations des unités urbaines  de la France; celle de Lauzerville est composée de deux communes.

### Communes
Liste des communes appartenant à l'unité urbaine de Lauzerville selon la nouvelle délimitation de 2020 et sa population municipale (liste établie par ordre alphabétique) :
| Nom         | Code Insee | Département   | Statut       | Superficie (km2) | Population (dernière pop. légale) | Densité (hab./km2) | Modifier                                    |
| ----------- | ---------- | ------------- | ------------ | ---------------- | --------------------------------- | ------------------ | ------------------------------------------- |
| Auzielle    | 31036      | Haute-Garonne | banlieue     | 4,59             | 1 621 (2022)                      | 353                | modifier les données · modifier les données |
| Lauzerville | 31284      | Haute-Garonne | ville-centre | 3,46             | 1 606 (2022)                      | 464                | modifier les données · modifier les données |

## Évolution démographique
L'évolution démographique ci-dessous concerne l'unité urbaine selon le périmètre défini en 2020.
| 1968 | 1975 | 1982  | 1990  | 1999  | 2007  | 2012  | 2017  | 2019  | 2020  |
| ---- | ---- | ----- | ----- | ----- | ----- | ----- | ----- | ----- | ----- |
| 296  | 629  | 1 287 | 1 496 | 2 431 | 2 456 | 2 736 | 3 088 | 3 232 | 3 240 |

| 2022  | - | - | - | - | - | - | - | - | - |
| ----- | - | - | - | - | - | - | - | - | - |
| 3 227 | - | - | - | - | - | - | - | - | - |